# Nakore
Nakore ist ein Ort in der Upper West Region in Ghana, etwa sechs Kilometer von der Hauptstadt der Region Wa entfernt.

## Beschreibung
Er ist vor allem für ihre alte, im  westsudanesischen Konstruktionsstil erbaute Moschee bekannt. Wie auch die deutlich bekanntere, aber etwas kleinere Moschee von Larabanga, wurde sie aus Schlamm (also Lehm) und Stöcken (mud and stick) erbaut und ist gut erhalten. Der Überlieferung zufolge wurde sie 1516 erbaut, andere Quellen datieren sie ins 18. oder 19. Jahrhundert.